# Missions militaires allemandes dans l'Empire ottoman
Entre 1882 et 1918, l'Empire ottoman demande l'aide de l'Empire allemand pour moderniser ses forces armées. Plusieurs missions militaires successives (allemand : Deutsche Militärmission, turc : Alman Askerî Misyonu) se succèdent auprès de l'armée ottomane. Pendant la Première Guerre mondiale en Orient, les généraux allemands Colmar von der Goltz, Otto Liman von Sanders, Erich von Falkenhayn et autres prennent une part croissante au commandement des forces ottomanes pour lesquelles le soutien allemand devient vital. L'influence allemande est déterminante jusqu'à la chute du gouvernement des Trois Pachas et à la capitulation ottomane, en octobre 1918, qui entraînent leur rapatriement vers l'Allemagne.

## Précurseurs

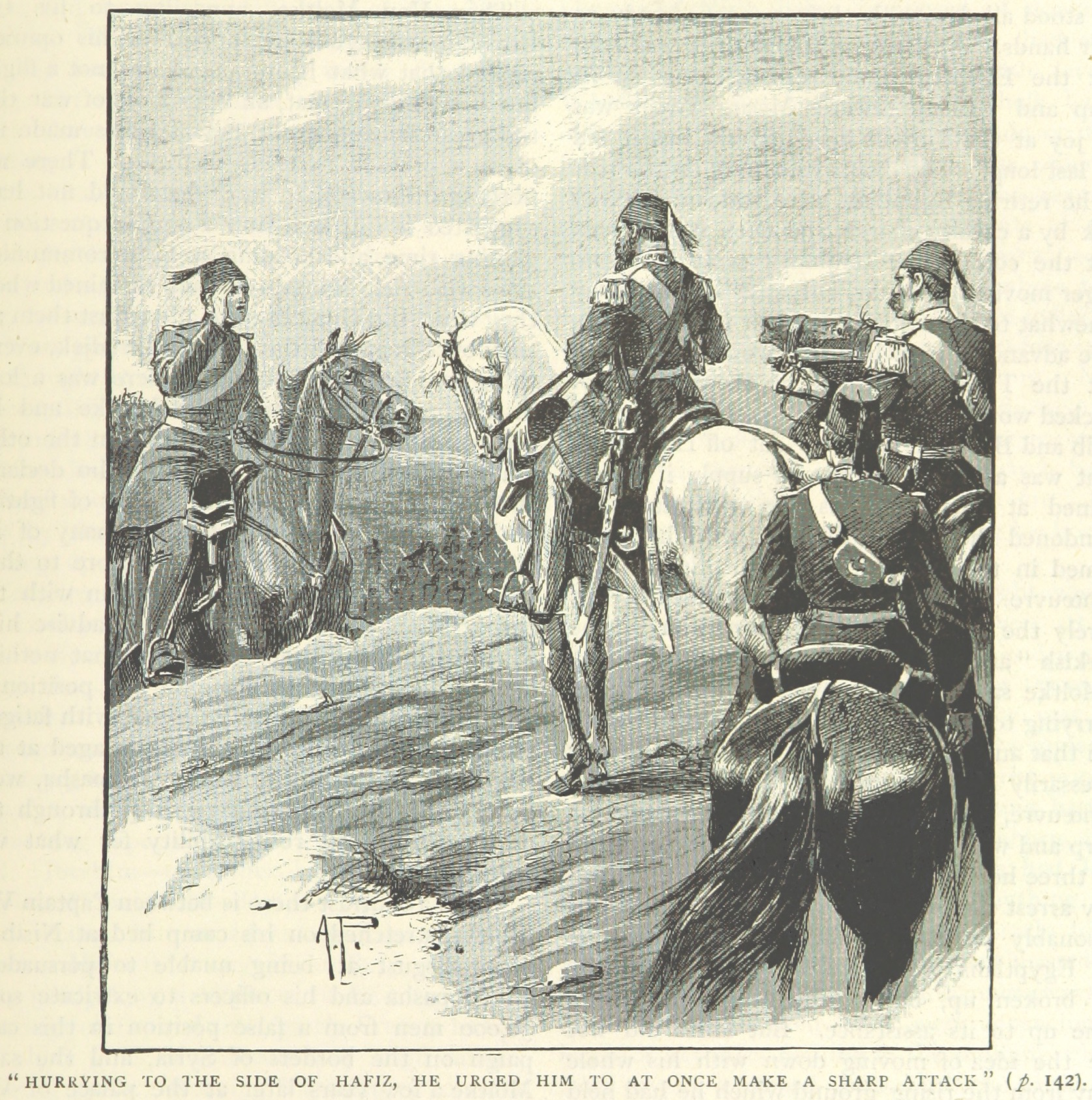
Le capitaine Helmuth von Moltke saluant le général ottoman Hafiz Osman Pacha à la bataille de Nézib, 1839.

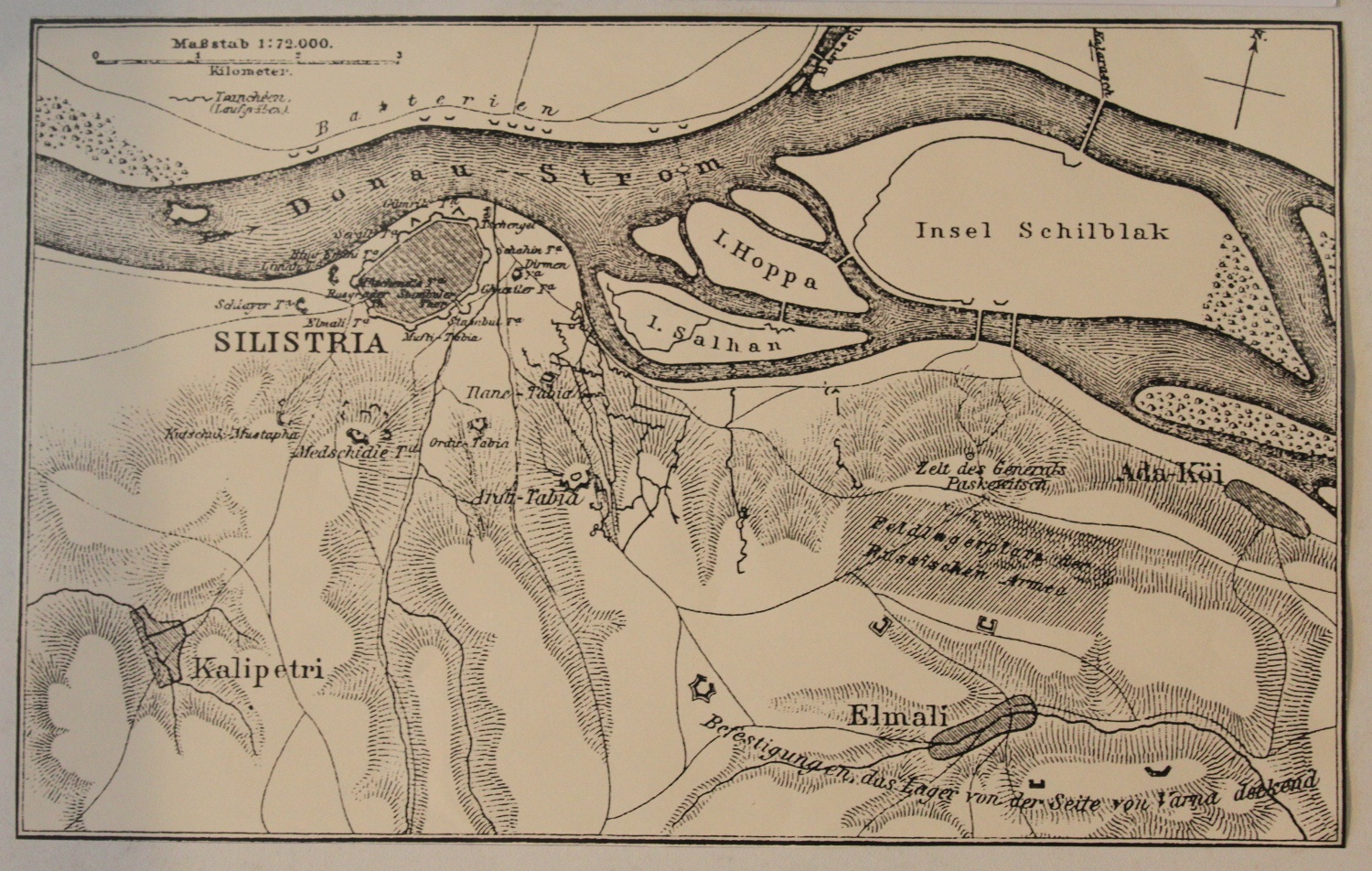
La forteresse de Silistra, plan de 1878.

Pendant la période des guerres austro-turques, du XVIe au XVIIIe siècle, l'Empire ottoman établit des relations diplomatiques intermittentes avec la monarchie de Habsbourg. Bien qu'il n'entretienne pas d'ambassadeurs permanents à Vienne, des contacts sont maintenus par des personnalités comme Osmân Ağa de Timișoara, ancien prisonnier de guerre.
Ahmed Resmî Efendi, ambassadeur en Autriche en 1757-1758 puis en Prusse en 1763-1764, rédige des rapports où il souligne la supériorité de l'armée prussienne sous Frédéric II. Cependant, les projets d'alliance turco-prussienne contre l'Autriche, sous Frédéric II puis son successeur Frédéric-Guillaume II, restent inappliqués.
Dans la première moitié du XIXe siècle , pendant la période du Tanzimat, le recours à des conseillers occidentaux devient habituel bien que les Allemands ne jouent encore qu'un rôle secondaire. Entre 1835 et 1839, une mission prussienne de 8 officiers et 16 sous-officiers opère sous la direction du capitaine (futur Feld-maréchal) Helmuth von Moltke : elle dresse notamment les plans de la forteresse de Silistra (de), capitale de la province éponyme, qui résistera victorieusement à l'armée russe pendant le siège de Silistra en 1854, au début de la guerre de Crimée.

## Missions de 1882 à 1914

### Période hamidienne: un partenariat stratégique

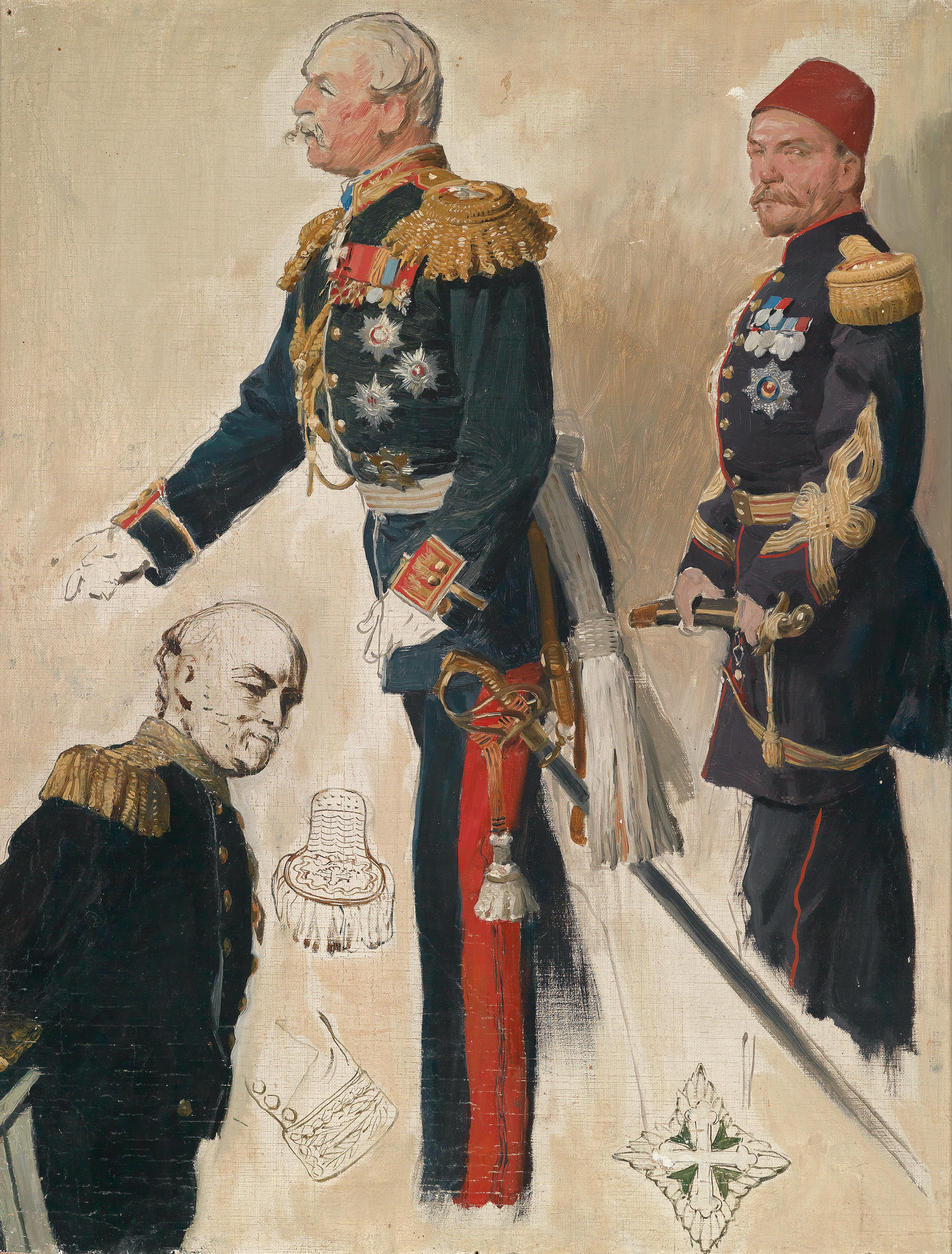
Le congrès de Berlin en 1878 : l'ambassadeur russe Piotr Chouvalov, le chancelier allemand Otto von Bismarck et le maréchal ottoman, esquisse du tableau d'Anton von Werner, 1878

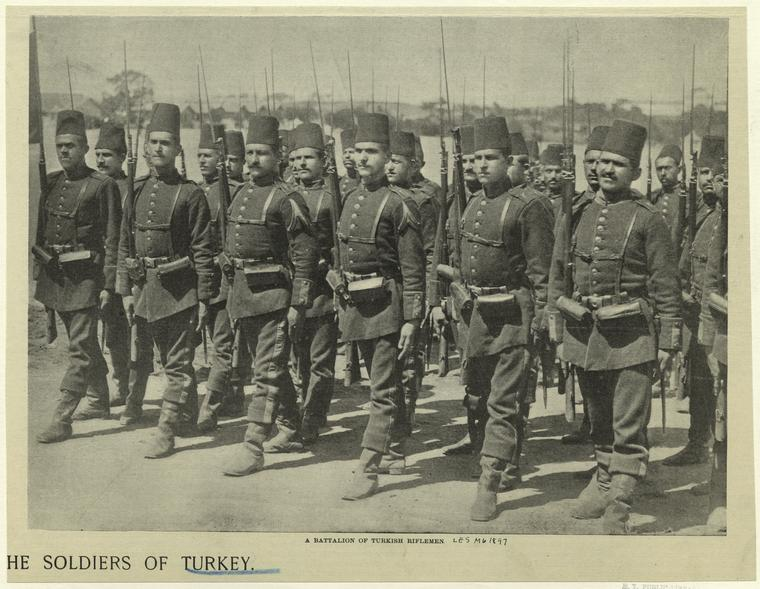
Bataillon d'infanterie ottomane, 1897

L'Empire allemand, constitué sous l'égide de la Prusse à l'issue de la guerre franco-allemande de 1870, fait figure de grande puissance militaire et industrielle et, contrairement à la France, au Royaume-Uni et à la Russie, elle n'a pas d'intérêts coloniaux dans la région : cependant, elle intervient de façon sporadique dans la question d'Orient pour affirmer sa position internationale. Le chancelier allemand Bismarck préside le congrès de Berlin (juin-juillet 1878) qui évite le démantèlement de l'Empire ottoman à l'issue de la guerre russo-turque de 1877-1878. Sous le règne du sultan Abdülhamid II, de 1876 à 1909, la nécessité d'une modernisation de l'Empire ottoman, « homme malade de l'Europe », devient de plus en plus pressante et l'Allemagne fait figure de partenaire intéressant. En 1882, le sultan demande à l'Allemagne une coopération militaire. Helmuth von Moltke, devenu entre-temps chef d'état-major général de l'armée impériale allemande, envoie le major-général Otto Kähler (de) qui agit surtout comme représentant de la firme d'armement Krupp.
Le colonel Colmar von der Goltz est envoyé en 1883 comme instructeur à l'école d'état-major et, après la mort de Kähler, devient le chef de la mission militaire allemande de 1885 à 1895. Il réorganise l'instruction, remplaçant le modèle français par celui de l'Académie de guerre de Prusse, et envoie les élèves-officiers pour des séjours de deux ou trois ans en Allemagne. Son ouvrage, La Nation en armes, publié en 1883, recommande une intense préparation militaire et un statut social prestigieux pour les officiers : il devient « une sorte de bible » pour les jeunes officiers ottomans attirés par le mouvement nationaliste des Jeunes-Turcs.
Les officiers ottomans formés en Allemagne reçoivent leur solde de l'armée ottomane, leur formation étant aux frais de l'Allemagne. Ils apprennent l'allemand pendant 6 mois puis reçoivent une instruction militaire poussée, destinée à en faire les cadres modernes de la nouvelle armée ottomane. L'ambassadeur allemand Hans von Wangenheim, en 1912, écrit qu'ils sont destinés à « transférer les leçons allemandes dans l'esprit turc et les rendre accessibles à leurs subordonnés ». Sous Abdülhamid, ils sont tenus de rédiger un rapport de stage chaque mois en évitant tous les sujets non militaires. Parmi les officiers formés en Allemagne figurent les futurs généraux Ahmed Izzet, Salih Hulusi (en), Ali Rıza (en), Mahmud Muhtar (en) et Pertev (tr).
En 1884, le capitaine de corvette Starke est envoyé comme conseiller de la marine ottomane. Les attachés militaires allemands, notamment Curt von Morgen et Walter von Strempel, tiennent une place croissante dans la politique ottomane d'armement et d'organisation militaire. Adolf Marschall von Bieberstein, ambassadeur d'Allemagne à Constantinople de 1897 à 1907, contribue aussi au renforcement de l'influence allemande avec la visite de Guillaume II en Orient en 1898, le lancement du chemin de fer Berlin-Bagdad et la distribution de pots-de-vin, notamment à Ahmed Izzet Pacha, devenu chef d'état-major ottoman après 1908. L'Allemagne devient un important fournisseur d'armes : en 1885, elle vend 500 pièces d’artillerie Krupp pour la défense des Dardanelles et de la ligne de Çatalca, au nord-ouest de Constantinople ; en 1886, 500 000 fusils et 50 000 carabines Mauser et Loewe (de) ainsi qu'une flottille de torpilleurs fabriqués à Elbing.

### Période des Jeunes-Turcs: d'une guerre à l'autre

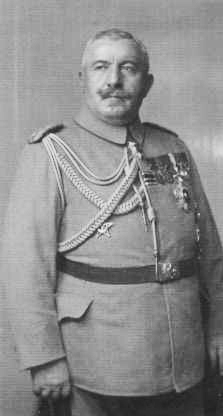
Ahmed Izzet Pacha, chef d'état-major ottoman en 1913.

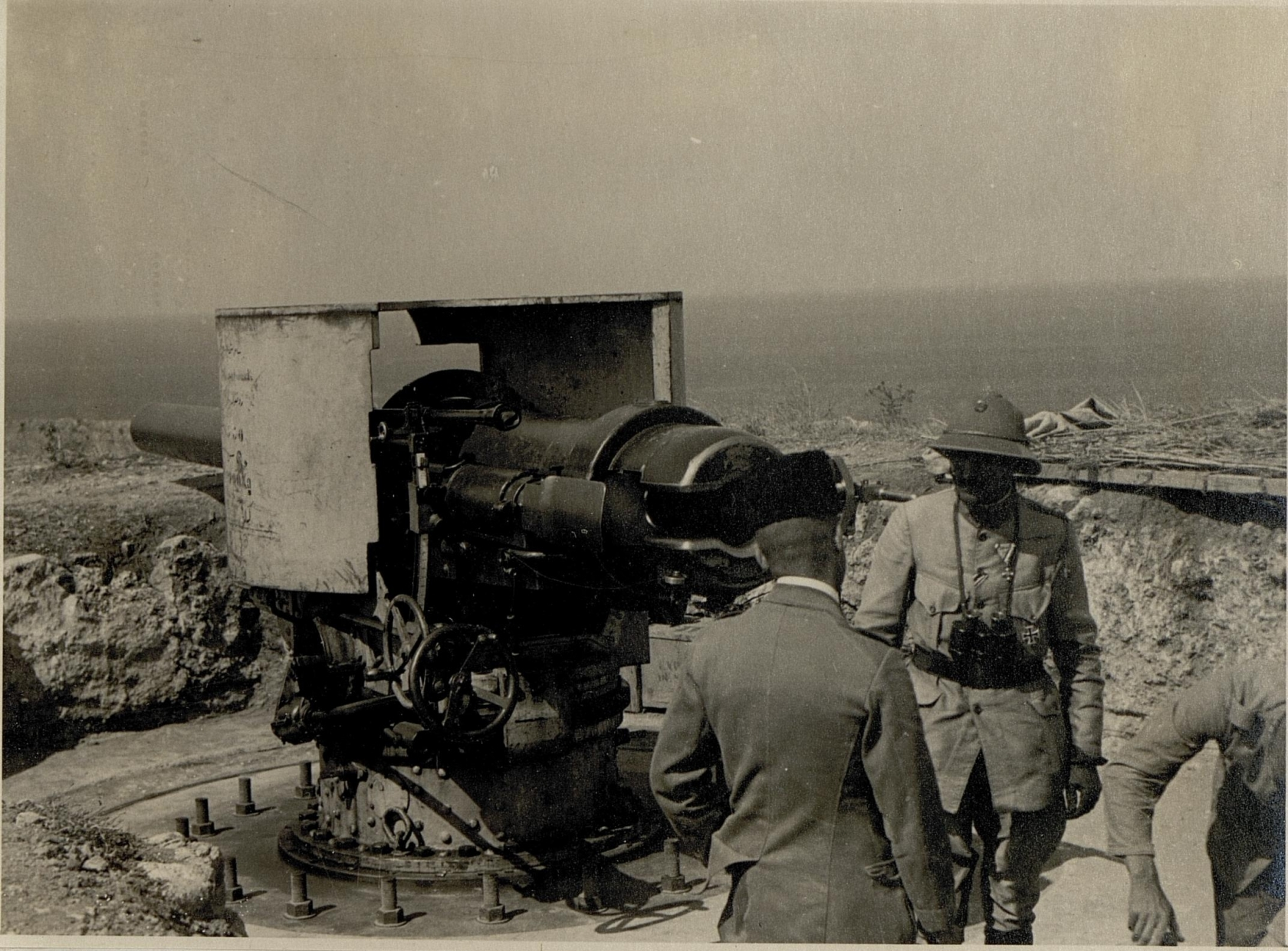
Canon Krupp de 150 mm de l'artillerie côtière ottomane, 1917

Colmar von der Goltz, après son retour en Allemagne, continue d'influencer la politique militaire ottomane par ses lettres et ses articles. Il insiste sur l'idée que l'alliance ottomane serait du plus grand profit pour l'Allemagne dans le cas d'une guerre contre l'alliance franco-russe mais que l'armée turque, surtout destinée aux opérations locales contre les révoltes intérieures, n'est pas mûre pour un tel conflit : les officiers manquent de « joie de servir » (en allemand : « Dienstfreudigkeit ») et de ponctualité, ils sont négligents, évitent de transmettre les mauvaises nouvelles et ne prennent aucun soin de leurs hommes. La révolution des Jeunes-Turcs, en 1908, porte au pouvoir des militaires formés aux idées de Von der Goltz : celui-ci, dans un article de la Neue Freie Presse, accueille favorablement ce « rajeunissement » de la société turque mais estime impératif d'étendre la conscription aux non-musulmans (millet) : il y voit une condition de survie de l’État ottoman. En fait, les premiers élèves officiers chrétiens et juifs, en très petit nombre, ne sortent des écoles militaires qu'en 1912.
De 1908 à 1913, le major Walter von Strempel (1867-1935) cumule les fonctions d'attaché militaire et attaché naval. Selon l'usage de l'époque, il envoie ses rapports directement à l'état-major général allemand qu'il tient au courant des développements de l'entraînement, de l'armement et de la tactique en usage dans l'armée ottomane, en y insérant des notes d'espionnage. Il signale la difficulté d'imposer une discipline régulière aux officiers turcs et conseille de les envoyer en Allemagne, aux frais du Kaiser, pour assister à la parade de l'armée allemande à l'issue des grandes manœuvres de Königsberg à l'automne 1910. L'effet psychologique est réussi : les officiers invités, notamment l'attaché militaire Enver Bey, en reviennent admirateurs convaincus du modèle militaire allemand.
Le lieutenant Mustafa, qui publie ses souvenirs de stage en Allemagne en 1913 avec l'autorisation de ses supérieurs, insiste sur la discipline et la ponctualité rigoureuse au sein du régiment (le 10e régiment de grenadiers à Schweidnitz), la compétence des sous-officiers (Feldwebel) qui, contrairement à la pratique turque, assurent l'essentiel de la formation des recrues, et le fait que même des simples soldats sont capables de lire une carte. Il constate que le téléphone de campagne et la T.S.F. sont d'usage courant dans les unités. Il note avec admiration qu'un simple soldat, mort d'un arrêt cardiaque pendant l'entraînement, à droit à des funérailles militaires et à un éloge funèbre prononcé par le colonel en présence du régiment. Son collègue arabe Jafar al-Askari, qui sert de 1910 à 1912 dans le 109e régiment de grenadiers (de) à Karlsruhe, fait des remarques similaires mais note aussi l'esprit de caste des officiers allemands, enfermés dans leur casino, et leur violente aversion pour la social-démocratie.

Enver Bey (futur Enver Pacha), attaché militaire ottoman à Berlin.

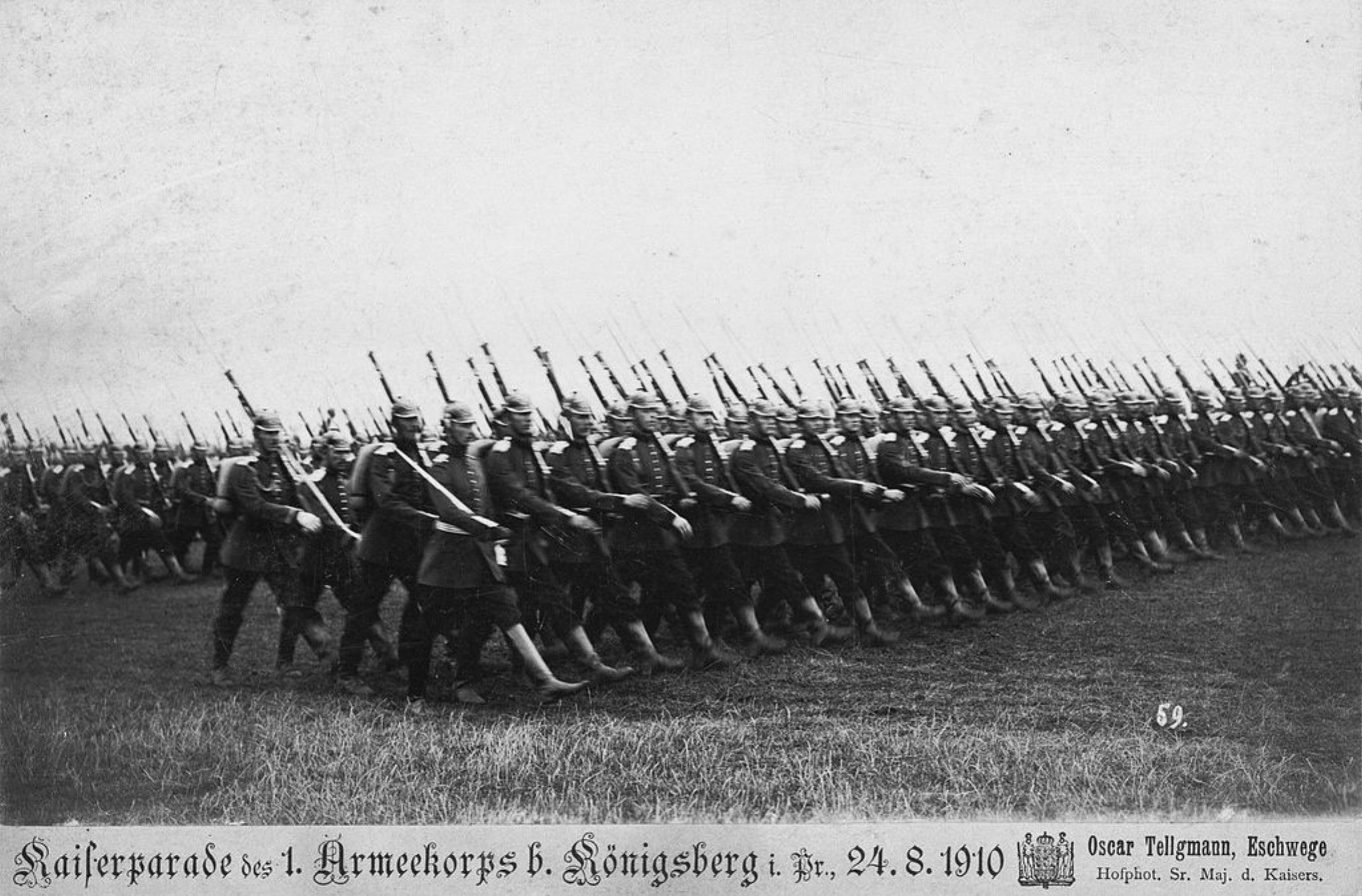
Grandes manœuvres de l'armée allemande à Königsberg, 1910.

À l'automne 1908, un groupe de militaires ottomans germanophiles, autour de Çürüksulu Mahmoud Pacha (en), demande à l'Allemagne de leur envoyer une nouvelle mission militaire et d'en confier la direction à Colmar von der Goltz : celui-ci, bien qu'il ait atteint l'âge de la retraite, fait deux visites à Constantinople en 1908 et 1909 mais sans grand succès : les désordres causés par l'avènement du Comité union et progrès, puis la contre-révolution manquée de 1909, la mise à la retraite de plusieurs hauts responsables fidèles à Abdülhamid et l'obstruction de certains cadres non germanophiles ne favorisent pas une politique suivie. L'entraînement des soldats est lacunaire et beaucoup de conscrits, entraînés avec de vieux fusils à un coup, ne savent même pas charger leur fusil Mauser. L'état des approvisionnements et des transmissions est tout aussi déficient. Von der Goltz peut ironiser sur la nonchalance des officiers ottomans et sur l'excessif confort de la vie à Constantinople, « paradis terrestre ». Entre 1909 et 1912, une trentaine d'officiers allemands exercent les fonctions de conseiller militaire dans la capitale ou les provinces., par exemple comme instructeur de cavalerie à Erzincan à la frontière du Caucase russe. Après l'abdication d'Abdülhamid en 1909, l'école militaire est transférée au palais de Yıldız, plus vaste et plus commode que l'ancien local. Otto von Lossow enseigne la tactique à l'école de guerre de 1910 à 1912. Les conseillers allemands s'efforcent d'améliorer le niveau d'éducation des officiers, mais aussi des sous-officiers, et d'élever une partie des soldats au niveau de caporal. Chaque division doit comporter un régiment modèle d'infanterie et un de cavalerie. Une école de tir d'infanterie est ouverte à Maltepe (Üsküdar).
Cependant, la Première guerre balkanique vient interrompre les cours, en octobre 1912, car les officiers ottomans sont envoyés au front de Çatalca. Le colonel Otto von Lossow est lui-même nommé à la tête d'une division de réserve ottomane sur le front, : il participe à la bataille de Lule-Burgas (octobre-novembre 1912).
La débâcle de l'armée ottomane face aux royaumes balkaniques montre l'insuffisance de la formation : entre autres, le matériel de radio, importé d'Allemagne, est peu utilisé faute d'horaires précis pour la transmission et la plupart des fourgons de T.S.F. tombent aux mains des Bulgares pendant la retraite de Çatalca. Le capitaine bavarois Franz Carl Endres, qui sert comme officier d'état-major ottoman à la gare de Hadımköy (en) près de Constantinople, note la quasi-impossibilité de faire respecter un rythme de travail régulier par les officiers turcs. Les instructeurs allemands tirent de leur expérience des leçons pour les futures guerres européennes. Lossow observe que les concentrations de troupes sont devenues très vulnérables aux tirs d'artillerie ; il faut disperser les hommes en petits groupes et éviter de les laisser trop longtemps au front car leur moral risque de s'effondrer. Le colonel Dietrich Veit, instructeur du régiment modèle de cavalerie de Constantinople, affirme l'importance décisive de la cavalerie : si les Bulgares avaient eu davantage de troupes montées, ils auraient pu encercler et détruire l'armée ottomane en retraite. Les thèses de Veit, reprises par le député Ernst Bassermann, aboutiront au renforcement de la cavalerie allemande à la veille de la Première Guerre mondiale. Les Allemands notent aussi l'insuffisance des positions défensives ottomanes, avec des batteries côtières mal protégées, des tranchées trop peu profondes et des lignes de barbelés mal conçues qui opposent peu d'obstacle à l'avance ennemie : ces lacunes seront prises en compte et comblées lors de la bataille des Dardanelles en 1915.

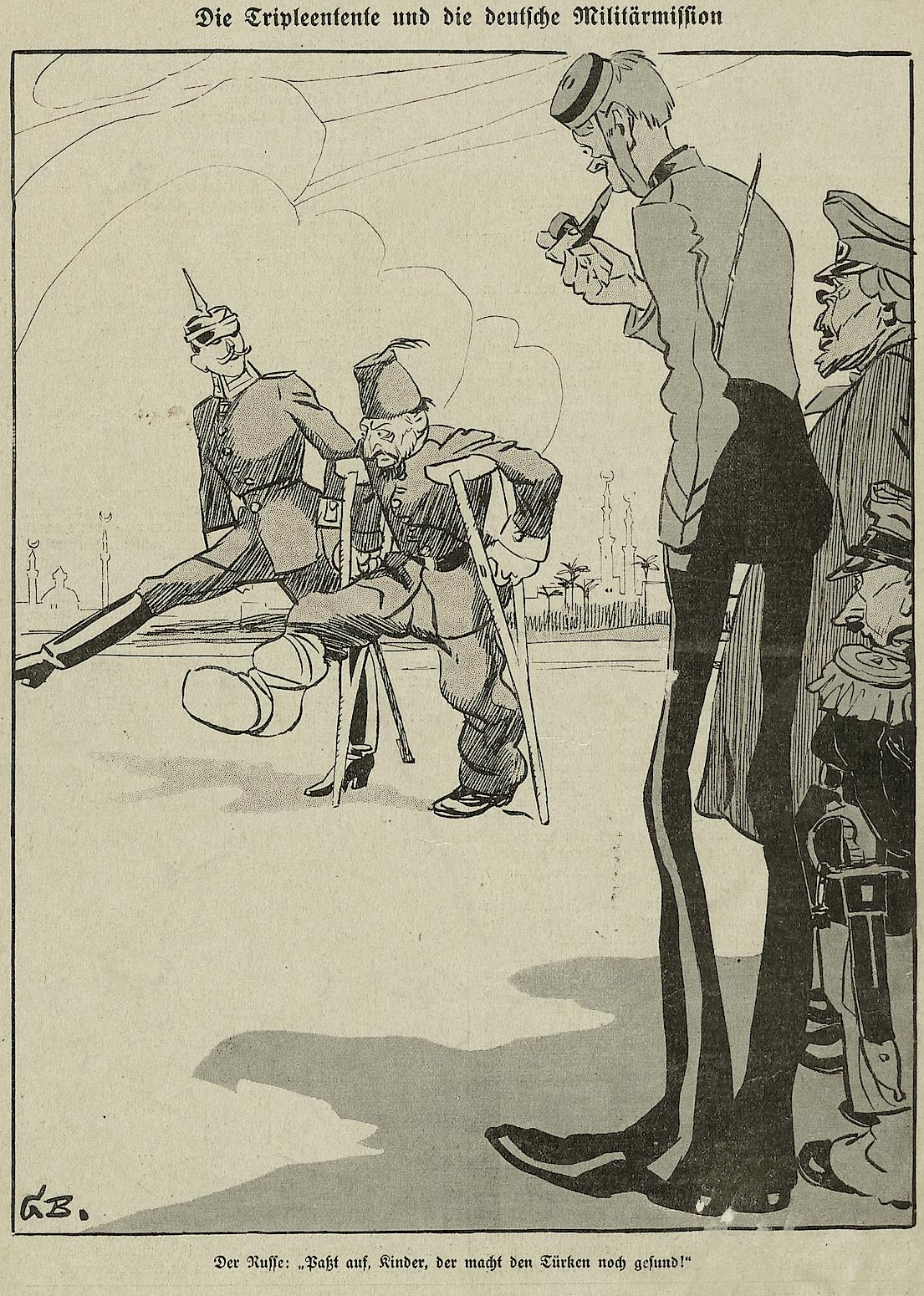
« La Triple-Entente et la mission militaire allemande » : l'officier allemand enseigne le pas de l'oie à l'« homme malade » turc convalescent sous les moqueries de ses collègues britannique, russe et français. Caricature allemande du Kladderadatsch, janvier 1914.

Après l'issue désastreuse des guerres balkaniques, l'armée ottomane nécessite une complète réorganisation. En décembre 1913, 10 officiers allemands sont envoyés en mission ; leur nombre atteint 40 au printemps 1914. Otto von Feldmann (de) devient chef de la logistique de l'armée ottomane, avec pour adjoint le jeune officier turc Ismet Bey (futur général İsmet İnönü). Le major Ulrich Back (1864–1947) est nommé directeur de l'académie militaire, le colonel Fritz von Lauffer (1863-1941) directeur de l'école de cavalerie à Haydarpaşa. Les camps de formation d'officiers reprennent leur activité et leur cursus est accéléré pour compenser les lourdes pertes de la guerre balkanique, avec pour conséquence que les officiers turcs de la Première Guerre mondiale seront généralement beaucoup plus jeunes et moins expérimentés que leurs collègues allemands de même grade. Ces formations sont complétées par des camps d'entraînement de sous-officiers : un article de l'Osmanischer Lloyd, journal allemand de Constantinople, recommande d'assurer à ceux-ci un meilleur niveau d'éducation qui permette d'en faire des fonctionnaires civils à la fin de leur service.
En décembre 1913, le général allemand Otto Liman von Sanders est nommé commandant de la 1re armée (en) ottomane qui défend les abords de Constantinople. Cette nomination déclenche les protestations de l'ambassadeur de Russie, puis de ses collègues britannique et français. L'incident Liman von Sanders (de) s'achève le 15 janvier 1914 par la mutation de celui-ci qui quitte son commandement de troupe pour le poste d'inspecteur général de l'armée ottomane.
Walter von Strempel devient chef de la mission militaire allemande à la fin de 1913 mais, à la fin de 1914, il est muté sur le front de l'Ouest à la suite de désaccords avec Liman von Sanders, devenu le nouveau chef de la mission.
En 1914, peu avant l'entrée de l'Empire ottoman dans la Première Guerre mondiale, Colmar von der Goltz publie dans la revue Asiatisches Jahrbuch un plan de redressement de l'armée ottomane sur 10 ans qui n'aura pas le temps d'être appliqué.

## Première Guerre mondiale

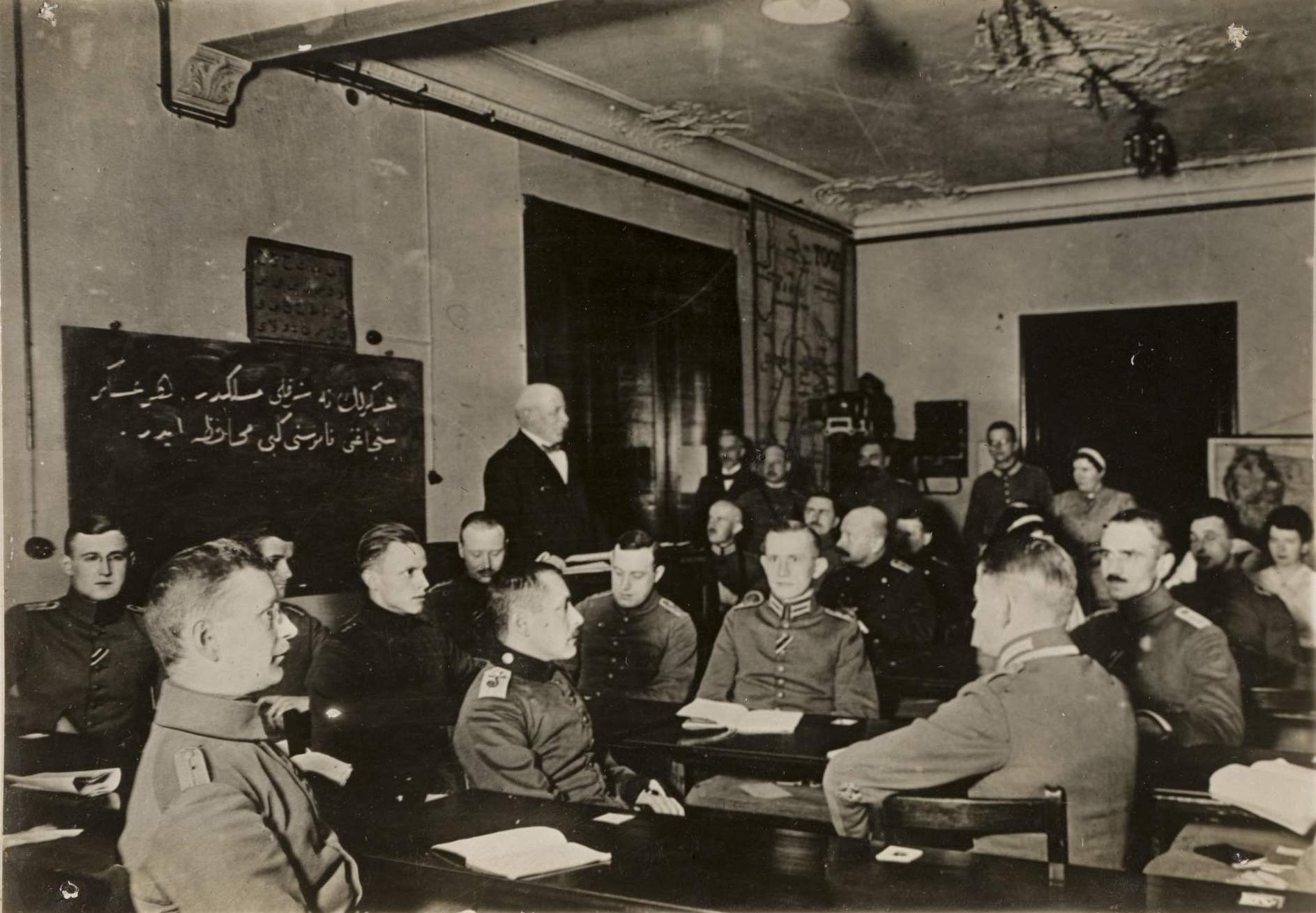
Officiers allemands apprenant le turc avant leur envoi en Orient.

Pendant la crise de juillet 1914, l'Empire ottoman reste officiellement neutre mais le triumvirat des Trois Pachas, dominé par l'ancien attaché militaire à Berlin, Enver Pacha, prépare en fait l'entrée en guerre aux côtés de l'Allemagne. Un traité secret d'alliance germano-ottomane, signé le 2 août 1914, prévoit que le général Liman von Sanders sera associé à la direction de l'état-major ottoman en cas d'ouverture des hostilités. Liman von Sanders, avec un optimisme excessif, assure au commandement allemand que l'Empire ottoman pourra aligner 120 000 hommes sur la frontière du Caucase russe dès le premier mois de la mobilisation.
Par souci d'équilibre entre les puissances, le gouvernement des Jeunes-Turcs avait décidé, depuis août 1908, de confier la réorganisation de la marine ottomane au Royaume-Uni. De février 1909 à septembre 1914, 3 contre-amiraux, Douglas Gamble (en), Hugh Pigot Williams (en) et Arthur Limpus (en), se succèdent à Constantinople avec le double titre de  « conseiller naval et inspecteur de la flotte ». Ils sont accompagnés d'un nombre variable d'officiers spécialisés dans la navigation, le génie maritime, l'artillerie navale et les torpilles. La crise de l'été 1914 marque la rupture entre Ottomans et Britanniques tout en resserrant les liens avec l'Allemagne : les croiseurs Goeben et Breslau, deux navires de la marine impériale allemande allemande en Méditerranée, pour échapper à la Royal Navy, se réfugient dans les Dardanelles le 10 août 1914 avec l'approbation du ministre de la marine, le germanophile Ahmed Djemal Pacha. Les Allemands saisissent l'occasion : Guillaume II, par une vente fictive, cède les deux navires aux Ottomans avec leurs officiers et leurs équipages. La mission navale britannique quitte le pays, remplacée par une mission allemande : l'amiral Guido von Usedom (de) arrive le 29 août avec 140 marins et artilleurs de marine, bientôt suivi de 400 autres. L'amiral Wilhelm Souchon devient le commandant de la flotte ottomane en mer Noire. Le 29 octobre, ses navires bombardent les ports russes de la mer Noire, entraînant la déclaration de guerre attendue. Pendant tout le conflit, les croiseurs Goeben et Breslau, rebaptisés Sultan Yavuz et Midilli, ont des équipages presque entièrement allemands tandis que les autres unités reçoivent un nombre variable d'officiers et de techniciens allemands chargés de superviser les équipages ottomans. En outre, les Allemands sont présents à l'arsenal de Constantinople, l'amiral von Usedom dirige la défense des Détroits et, à partir de février 1915, plusieurs dizaines d'élèves-officiers et techniciens de la marine ottomane suivent une formation en Allemagne.
L'ancien attaché militaire Walter von Strempel est rappelé en Allemagne en 1915 pour servir de formateur à des princes de la famille ottomane. Il est remplacé à Constantinople par Karl August von Laffert (de) qui, lui aussi, doit bientôt se retirer à la suite d'un conflit d'autorité avec Liman von Sanders. Son successeur, Erich von Leipzig, est blessé mortellement d'un coup de feu dans une gare en 1915, dans des circonstances assez mystérieuses. C'est finalement Otto von Lossow qui exerce les fonctions d'attaché militaire plénipotentiaire jusqu'à la fin de la guerre. L'influence allemande à Constantinople est aussi représentée par des personnalités comme le journaliste Paul Weitz (de), correspondant de la Frankfurter Allgemeine Zeitung, et l'attaché naval Hans Humann (de).
Au cours du conflit, l'interaction entre commandements allemand et ottoman se renforce. Liman von Sanders aux batailles des Dardanelles puis de Palestine et Syrie, Colmar von der Goltz en Mésopotamie, plus tard Erich von Falkenhayn en Palestine et Syrie exercent des commandements d'armées : toutefois, Enver Pacha et le commandement turc veillent, non sans tensions, à conserver la direction stratégique. Enver Pacha lui-même s'entoure d'officiers d'état-major allemands de rang moindre comme Fritz Bronsart von Schellendorf puis Hans von Seeckt. D'autres officiers allemands sont présents à tous les niveaux dans les unités du front : Friedrich Kress von Kressenstein dans le Sinaï, le colonel Felix Guse, chef d'état-major de la 3e armée dans la campagne du Caucase, le major Wolffskeel von Reichenberg (de), chef d'état-major de la 4e armée. Colmar von der Goltz, qui a repris du service à la fin de 1914 et reçoit le grade de maréchal ottoman, ne tarde pas à se brouiller avec Liman von Sanders et les autres généraux allemands qui le considèrent comme trop âgé et déconnecté des réalités : c'est en partie pour s'en débarrasser qu'ils l'envoient en Mésopotamie où il meurt pendant le siège de Kut-el-Amara.
Pendant les combats de la presqu'île de Gallipoli, en 1915, plus de 3 000 soldats allemands apportent leur expérience, acquise sur le front de l'Ouest, de la guerre de positions et des mines : malgré la barrière de la langue, ils assurent une formation efficace des sapeurs ottomans. Au total, 25 000 Allemands combattent sur les différents fronts ottomans.
Un autre aspect de la coopération germano-ottomane est l'envoi de 100 000 soldats ottomans sur les fronts d'Europe de l'Est, de Roumanie et des Balkans : leurs alliés allemands et austro-hongrois leur assurent un meilleur service de ravitaillement, soins médicaux et équipement que celui dont ils bénéficiaient dans leur patrie. Ces unités (plusieurs divisions formant les VIe, XVe et XXe corps ottomans) reçoivent un équipement et une formation alignés sur ceux des troupes d'assaut (Sturmtruppen) allemandes.

## Images

Images de la coopération militaire germano-ottomane en 1914-1918
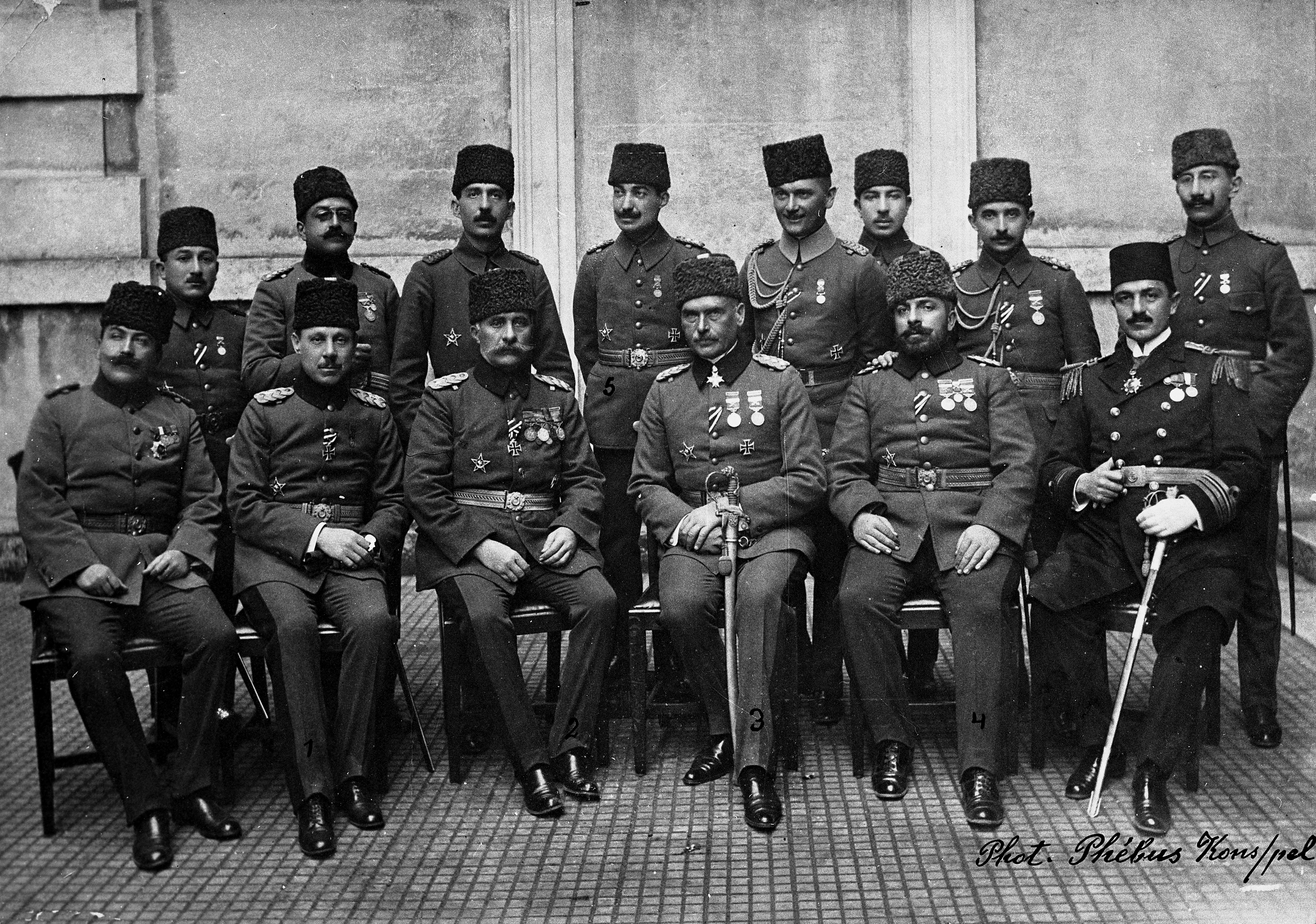
L'état-major ottoman. Premier plan, de g. à dr. : Djevat Pacha, Suleyman Numan Pacha (chef du service sanitaire), Mehmed Essad Pacha, Otto Liman von Sanders, Vehib Pacha et Rauf Orbay, ministre de la Marine
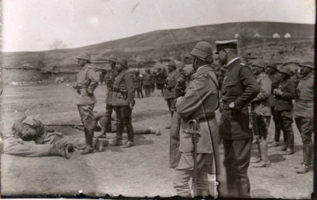
Enver Pacha et le général allemand Otto von Feldmann (de) à la bataille de Sarıkamış (Caucase), novembre-décembre 1914
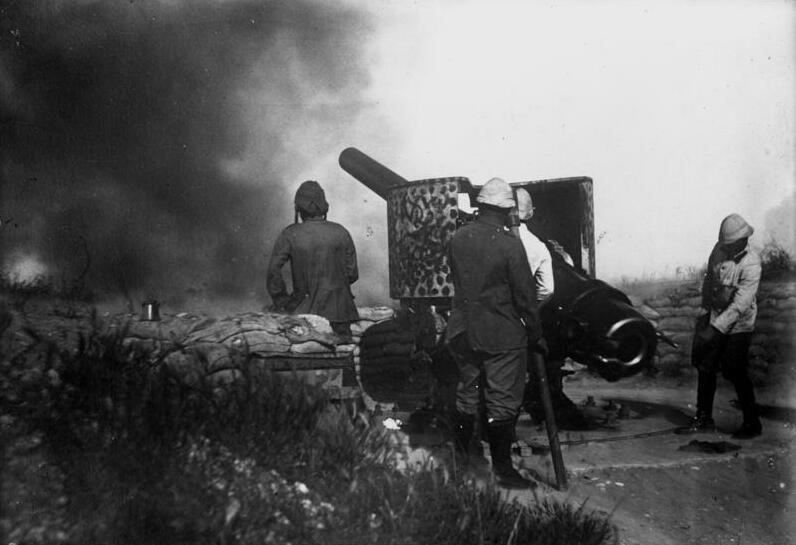
Canon de 150 mm de fabrication allemande en action aux Dardanelles, 1915
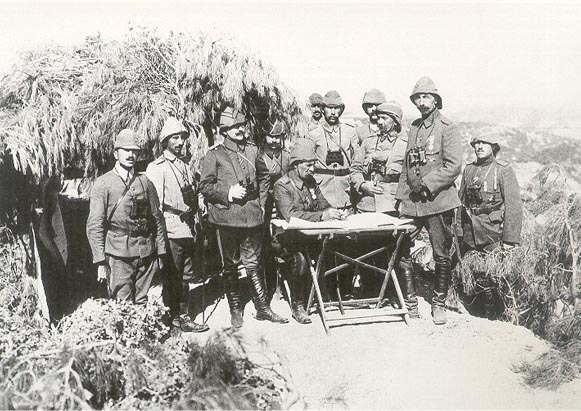
Essad Pacha (à dr. de la table) entouré d'officiers allemands et ottomans (dont Mustafa Kemal) sur le front des Dardanelles en 1915
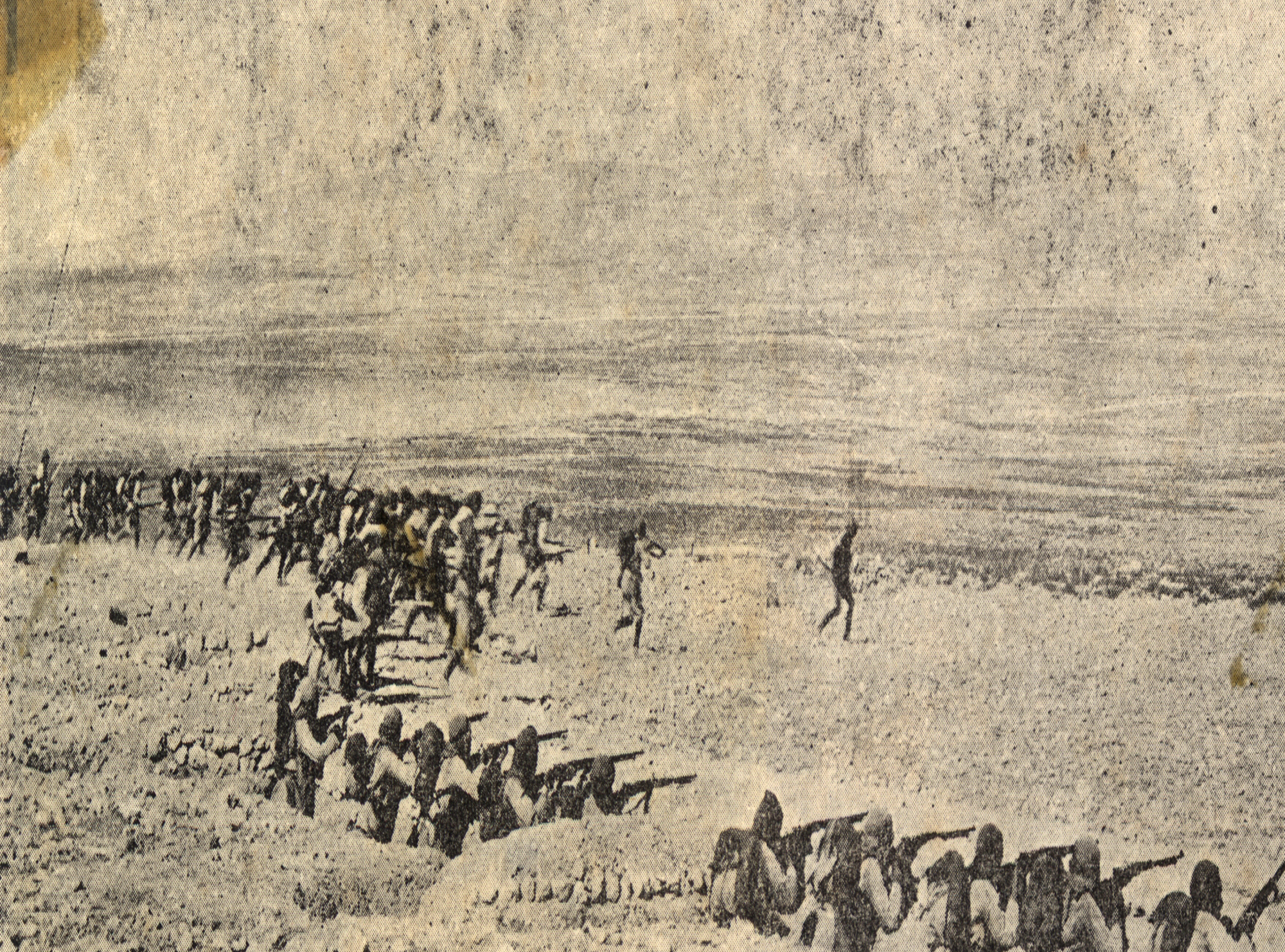
Troupes ottomanes au siège de Kut-el-Amara, 1916
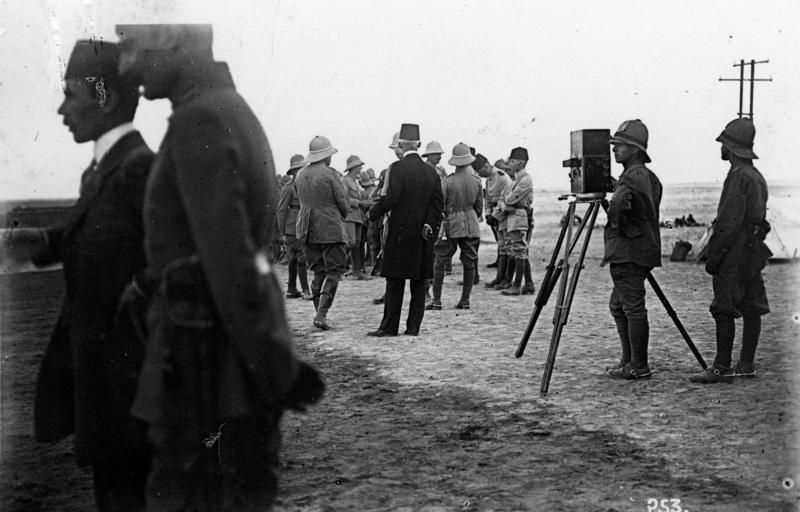
Transport du cercueil du maréchal Colmar von der Goltz, mort pendant le siège de Kut-el-Amara, mai 1916
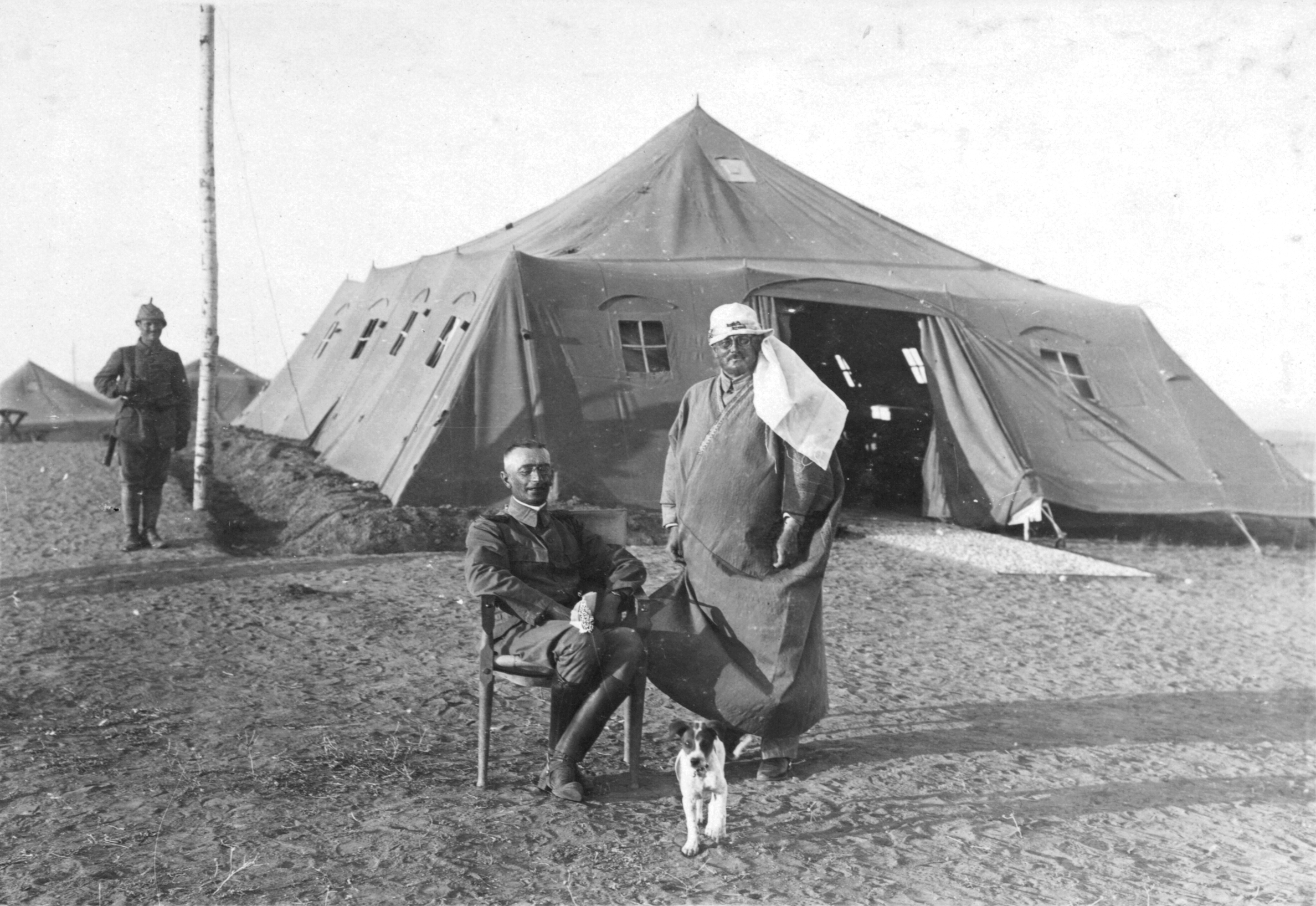
Friedrich Kress von Kressenstein et le colonel Gott dans le désert du Sinaï, 1916
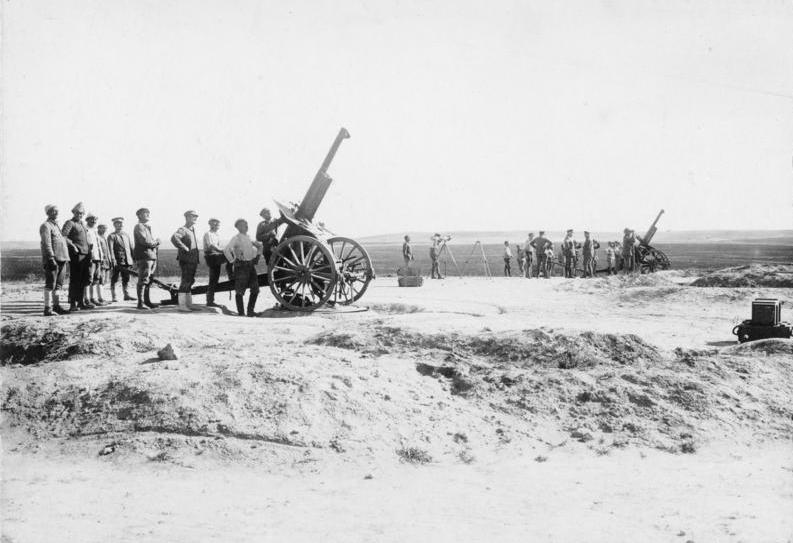
Batterie de DCA allemande sur le front de Palestine, avril 1917
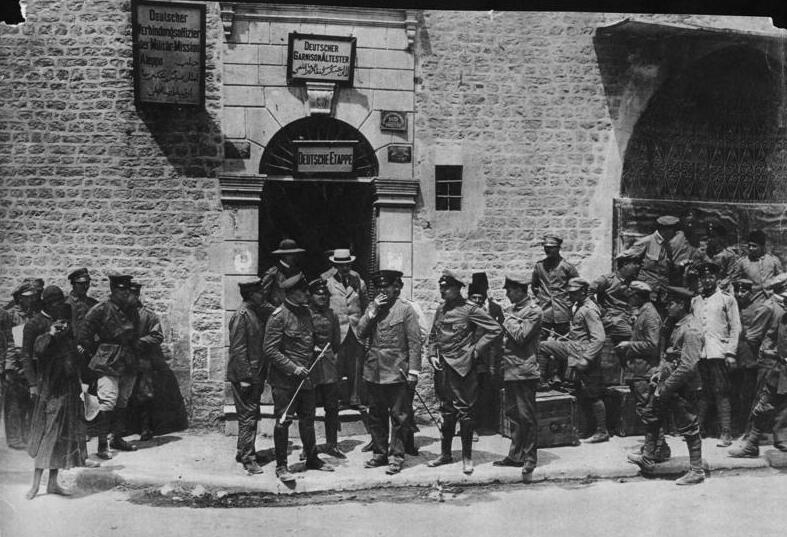
Soldats allemands en transit à Alep, été 1917
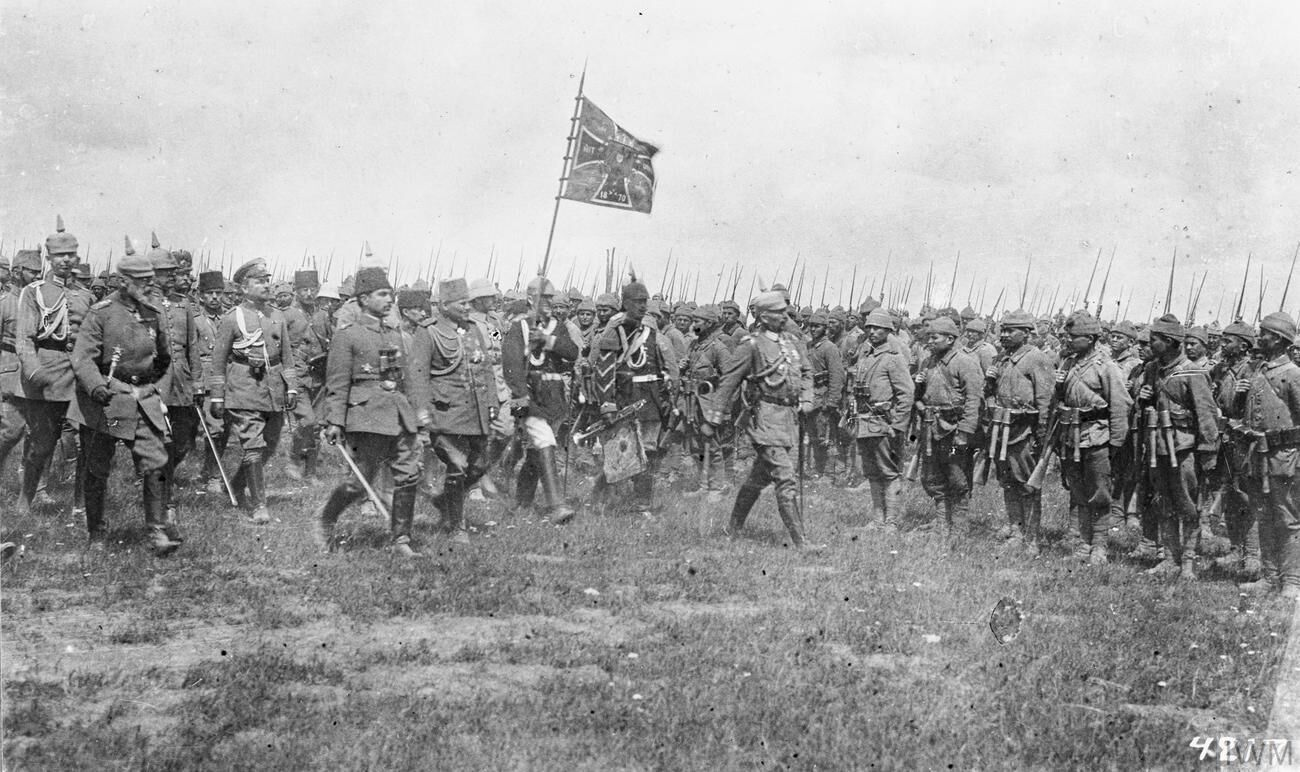
Guillaume II et son état-major passant en revue le XVe corps ottoman en Galicie, juillet 1917
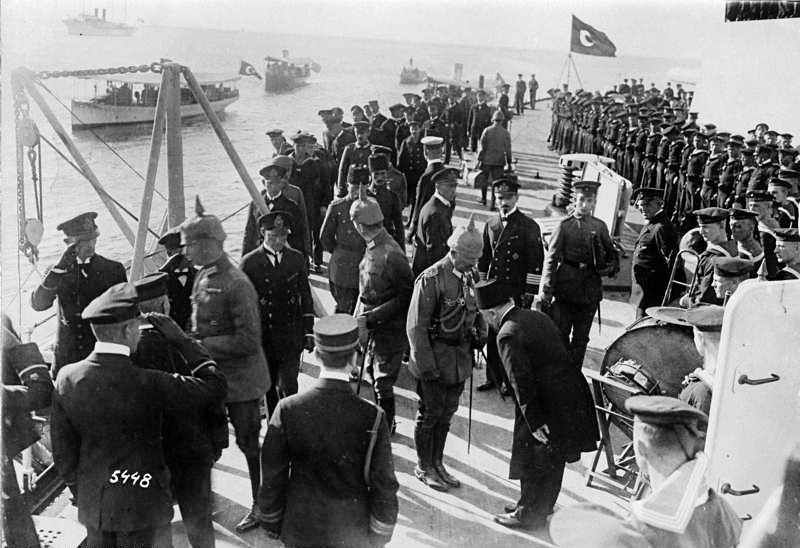
Guillaume II visitant le croiseur Yavuz Sultan Selim (ancien Goeben) à Constantinople, octobre 1917